# James Brackenridge Clemens
Pour les articles homonymes, voir Clemens.
James Brackenridge Clemens, né le 31 janvier 1825 à Wheeling et mort le 11 janvier 1867 à Easton, est un entomologiste américain spécialisé dans les lépidoptères.
Sa collection de microlépidoptères est conservée à l'Académie des sciences naturelles de Philadelphie.